# Giuseppe Tommaso Rossetti
Maria Giuseppe Tommaso Rossetti (Torino, 20 dicembre 1776 – Parigi, 20 aprile 1840) è stato un generale italiano naturalizzato francese.

## Biografia
Giuseppe Tommaso Rossetti nacque a Torino il 20 dicembre 1776. Attratto dalla rivoluzione francese, si arruolò nell'esercito rivoluzionario. Combatté volontario nelle milizie di Torino al servizio della Repubblica francese dal 1794 al 1797. Nel 1797 fu assegnato alla 27ª Semibrigata di fanteria e salì rapidamente a sottotenente e tenente, prima di ottenere il certificato di capitano il 22 agosto 1799, addetto allo Stato Maggiore Generale dell'Armata d'Italia.
Il 19 agosto 1800 divenne aiutante di campo del generale Giovanni Matteo Seras (francesizzato in Jean-Mathieu) e si distinse il 25 dicembre al passaggio del Mincio. La sua brillante condotta gli valse la nomina al grado di caposquadrone il 26 dicembre nel 1º Reggimento Ussari Piemontesi. Nel 1802, con il riordino dei reggimenti piemontesi, il 1º Reggimento Ussari, divenne il 26º Reggimento Cacciatori a cavallo e,  non avendo un posto di capo squadriglia in questo reggimento, il comandante del corpo gli offrì un posto di capitano al comando dell'élite della compagnia, incarico che Rossetti accettò.
Fu nominato cavaliere della Legion d'onore il 14 giugno 1804 e nel 1805 prese parte alla campagna d'Austria, nel 4º Corpo d'armata del maresciallo Nicolas Jean-de-Dieu Soult. Si distinse nella battaglia di Landsberg am Lech l'11 ottobre 1805, così come il 20 novembre a Brno, durante una carica di cavalleria sui cosacchi, dove fu ferito da tre colpi di lancia. Concluse questa campagna in modo brillante nella battaglia di Austerlitz il 2 dicembre 1805.
Nel 1806 e nel 1807 combatté nella campagna di Prussia e Polonia e fu promosso capo squadrone dopo la battaglia di Eylau l'8 febbraio 1807, prima di diventare aiutante di campo del Granduca di Berg Gioacchino Murat nel 1808. Il 15 giugno 1808, durante l'insurrezione di Valencia, venne incaricato dal generale Rémi Joseph Isidore Exelmans e dal colonnello Lagrange, per una missione vicino al maresciallo Bon Adrien Jeannot de Moncey, quando vennero catturati da una banda di ribelli spagnoli della guerriglia. Da lì fu trasferito a Maiorca, dove rimase in carcere e senza comunicazioni fino al 26 luglio 1810, data del suo trasferimento a Gibilterra. Arrivato al porto il 12 agosto 1810, riuscì a fuggire dalla riva e raggiungere Tétouan, a bordo di un peschereccio.
Tornato in Francia, fu nominato Cavaliere dell'Impero il 16 dicembre 1810 e il 26 dello stesso mese assunse le funzioni di aiutante di campo del re di Napoli Murat. Incaricato di organizzare il 9º Reggimento di cavalleria, fu nominato colonnello il 7 maggio 1811. Nel 1812 partecipò alla campagna di Russia e fu promosso generale di brigata dal re di Napoli il 23 aprile. Nel 1813 Murat gli affidò il comando della capitale e dal 13 aprile 1813 sostituì il maresciallo Catherine-Dominique de Pérignon, come governatore della città di Napoli.
All'inizio della campagna del 1814 e dopo il trattato di alleanza tra il Regno di Napoli e l'Austria, gli fu affidato il comando di una divisione di cavalleria, ma rifiutò l'incarico. Nel 1815 comandò la divisione di cavalleria di linea e il 15 aprile, durante l'evacuazione di Bologna, gli fu affidato il comando della retroguardia. Partecipò alla battaglia di Tolentino, il 2 e 3 maggio 1815 e nonostante la sconfitta riuscì a mantenere l'ordine e la disciplina nella sua divisione e fu nominato Grande Ufficiale dell'Ordine reale delle Due Sicilie. Il 19 maggio 1815 seguì Murat a Tolone e il 13 luglio venne inviato a Marsiglia, per concludere e firmare un trattato con i britannici, in vista della resa del re di Napoli. Dopo il fallimento della sua missione, tornò a Parigi, dove fu naturalizzato francese il 6 marzo 1816.
Fu riammesso al servizio della Francia il 20 maggio 1818, con il grado di maresciallo di campo e fu nominato cavaliere di San Luigi. Fu nominato ufficiale della Legion d'onore il 23 maggio 1825 e commendatore il 20 aprile 1831.
Rossetti morì il 20 aprile 1840 a Parigi. È sepolto nel cimitero di Père-Lachaise (49ª divisione).

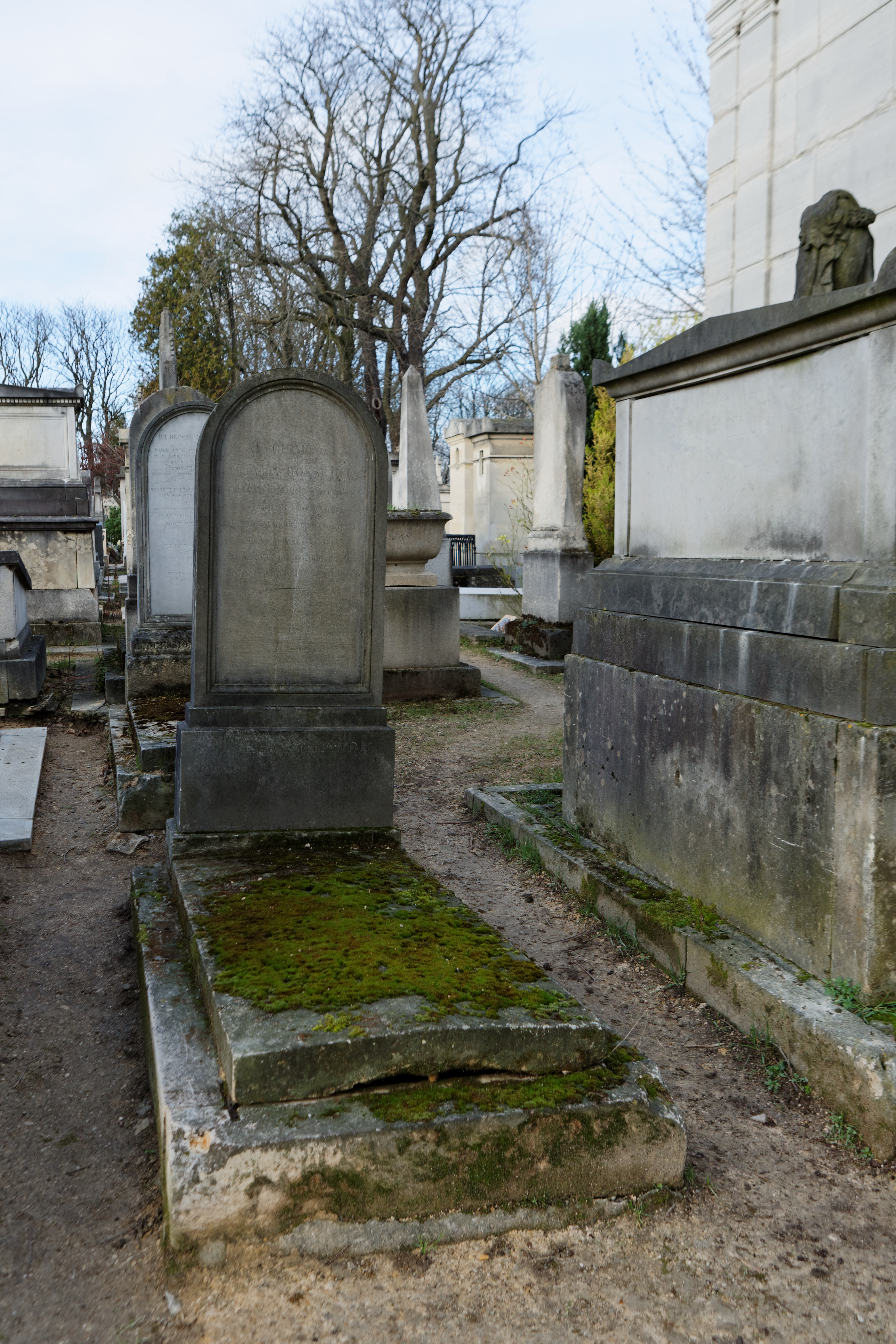
La tomba di Rossetti nel cimitero di Père-Lachaise